# Instytut Warzywnictwa im. Emila Chroboczka
Instytut Warzywnictwa im. Emila Chroboczka w Skierniewicach – jednostka badawczo-rozwojowa utworzona 1 września 1964 roku na bazie działającego w Skierniewicach od 1957 roku Zakładu Warzywnictwa Instytutu Uprawy, Nawożenia i Gleboznawstwa w Puławach (IUNG). O powstaniu Instytutu Warzywnictwa zdecydowała uchwała Rady Ministrów z 13 lipca 1964 roku.
Głównym celem działalności Instytutu było prowadzenie badań naukowych, których wyniki mają zastosowanie w praktyce ogrodniczej. W Instytucie Warzywnictwa prowadzone były badania z zakresu: uprawy, hodowli, ochrony, nawożenia i przetwórstwa roślin warzywnych. Instytut prowadził także badania nad uprawą grzybów jadalnych. Kolejnym celem działalności instytutu było wdrażanie nowych technologii, szkolenie rolników i ogrodników oraz popularyzacja wiedzy z zakresu warzywnictwa. 
Instytut Warzywnictwa podlegał Ministerstwu Rolnictwa i Rozwoju Wsi.
1 stycznia 2011 został połączony z Instytutem Sadownictwa i Kwiaciarstwa im. Szczepana Pieniążka, tworząc odtąd Instytut Ogrodnictwa.

## Dyrektorzy
- Emil Chroboczek (1964–1972)
- Zbigniew Gertych (1972–1981)
- Jerzy Skierkowski (1981–1990)
- Józef Bąkowski (1990–1991)
- Kazimierz Viscardi (1991)
- Stanisław Kaniszewski (1991–2008)
- Franciszek Adamicki (2008–2010)